# Musée des horreurs
Musée des horreurs est une série de caricatures antidreyfusardes, nationalistes, antisémites et antimaçonniques, dessinée et publiée en France par Victor Lenepveu (d) entre octobre 1899 et décembre 1900, sous la forme d'affiches lithographiées.

## Histoire
Le responsable de publication du Musée des horreurs est Auguste-Victor Lenepveu, qui se présente comme imprimeur, dessinateur et journaliste (cf. ci-dessous).
La mise en vente du premier numéro, le 1er octobre 1899, est annoncée et saluée par L'Intransigeant d'Henri Rochefort : « Un dessinateur de beaucoup d'esprit, au coup de crayon d'un comique intense, M. V. Lenepveu, a eu l'heureuse idée d'inaugurer une série des portraits des vendus les plus célèbres de la tourbe dreyfusarde ». Selon le même journal antidreyfusard, près de 300 000 exemplaires de ce premier numéro auraient été vendus.
L'imprimerie et l'administration du Musée des horreurs sont situées au no 58 de la rue Dulong. La série est tout d'abord vendue par la maison Hayard, au no 24 de la rue Saint-Joseph, puis à un bureau de vente situé au no 43 de la rue de Cléry entre novembre et décembre 1899, et enfin au no 10 de la rue du Croissant à partir de janvier 1900.
Lenepveu annonce 150 puis 200 dessins, mais n'en fera finalement paraître qu'une cinquantaine. Chaque numéro est vendu pour 20 centimes, tandis que l'abonnement à la série complète, initialement fixé à 25 francs, passe à 40 le 15 février 1900. La parution semble avoir été irrégulière, tantôt hebdomadaire tantôt bimensuelle, avant la promesse d'une livraison chaque vendredi à partir du no 28 (mai 1900).
D'un grand format (65 x 50 cm) proche de celui d'une affiche, les caricatures en couleur ridiculisent les dreyfusards en les affublant, pour la plupart d'entre-eux, de corps d'animaux grotesques, selon un procédé déjà employé sous la Révolution française puis par de nombreux caricaturistes comme Paul Hadol (La Ménagerie impériale, 1870) ou Barentin et J. Blass (La Ménagerie républicaine, 1889). Les cibles favorites du Musée des horreurs sont naturellement Alfred Dreyfus (3 dessins), les partisans notables de la révision du procès de celui-ci, au premier rang desquels figure Joseph Reinach (3 dessins), sans épargner le président Loubet (4 dessins) et les membres du gouvernement Pierre Waldeck-Rousseau (12 dessins). Bien que relativement étrangère à l'affaire Dreyfus, la famille Rothschild fait l'objet de huit caricatures antisémites.
Parallèlement à la publication du Musée des horreurs, Lenepveu lance, à la mi-novembre 1899, le Musée des Patriotes, où les meneurs antidreyfusards et nationalistes sont représentés à leur avantage. Vendue pour 10 centimes le numéro et offerte aux abonnés du Musée des horreurs, cette nouvelle série comporte notamment les portraits de Paul Déroulède (no 1, novembre 1899), Henri Rochefort (no 2, décembre 1899), Édouard Drumont (no 3), François Coppée (no 4, janvier 1900) et du colonel Marchand (no 5, juin 1900). Également annoncés, les portraits de Gyp, Lemaître, Négrier, Barrès, Judet, Guérin et Millevoye ne semblent pas avoir été réalisés. Certains dessins des deux séries sont reproduits sur des cartes postales.
Les autorités réagissent dès la parution du no 2 du Musée des horreurs, à la mi-octobre 1899, quand la police arrête des camelots vendant ces placards sur la voie publique et saisit leurs exemplaires. L'Intransigeant ainsi que Lenepveu (Musée, no 3 et 10) dénoncent ces arrestations qu'il estiment arbitraires, et qu'ils attribuent au préfet de Police de Paris, Louis Lépine. Selon L'Intransigeant, Lépine aurait agi à la demande du baron de Rothschild, caricaturé dans le no 2. L'information est cependant démentie par la préfecture de police. Le no 18 du Musée, daté de février 1900, fait à nouveau état d'intimidations policières, cette fois-ci sur les marchandes de journaux tenant des kiosques, qui auraient été menacées de perdre leur concession.
La parution du Musée des horreurs s'interrompt finalement à la fin de l'automne 1900. Dans une lettre à Déroulède en date du 1er janvier 1901, Lenepveu annonce qu'il renonce en raison des soucis de financement et des tracas policiers. Néanmoins, le Musée des Patriotes paraît au moins jusqu'en septembre 1901, quand paraissent les portraits de l'empereur et de l'impératrice de Russie.
Les collections du Musée des horreurs et du Musée des Patriotes sont recherchées par les amateurs : Sotheby's en a vendu une collection complète pour 31 000 dollars le 19 décembre 2007 et une collection incomplète pour 17 500 dollars le 29 avril 2013, tandis qu'une collection complète a été adjugée pour 10 000 euros chez Ader le 22 avril 2015.

## Liste des numéros
| No  | Vignette | Titre                                            | Date                              | Caricature |
| --- | -------- | ------------------------------------------------ | --------------------------------- | --- |
| 1   |          | Boule de Juif                                    | [1er octobre 1899]                | Joseph Reinach en singe (en hamadryas selon L'Intransigeant), tenant une lettre exigeant « la réhabilitation de cette canaille de D. » (allusion à l'une des pièces du dossier à charge monté contre Dreyfus). |
| 2   |          | N'a qu'un œil, banquier-brocanteur               | [Octobre 1899]                    | Alphonse de Rothschild en pieuvre borgne. |
| 3   |          | A la niche!!!                                    | [Octobre 1899],                   | Louis Lépine, en chien de garde auquel le Musée des horreurs donne un coup de pied. Préfet de police de Paris, il aurait ordonné d'arrêter les vendeurs du Musée,. |
| 4   |          | Le Roi des Porcs                                 | [Novembre 1899]                   | Émile Zola, en porc, maculant de « caca international » une carte de France. Avant même de s'engager en faveur de Dreyfus, le chef de file de la littérature naturaliste a souvent été traité de « pornographe » par les conservateurs et, par conséquent, caricaturé en porc. |
| s1  |          | Musée des Patriotes no 1 : Tirez Lâches!!!       | [Mi-novembre 1899],               | Premier numéro du Musée des Patriotes, supplément du Musée des horreurs. Paul Déroulède, alors inculpé de complot devant la Haute Cour, montre sa poitrine à ses accusateurs. Un cadre contient un extrait de la résolution du « parti républicain plébiscitaire », adoptée lors d'une réunion nationaliste le 16 juillet 1899 au théâtre de la République. |
| 5   |          | Trou de Balle                                    | [Novembre 1899]                   | Fernand Labori, en âne sellé, effrayé par un coup de pistolet à bouchon. Allusion à l'attentat commis contre l'avocat de Dreyfus à Rennes le 14 août 1899. |
| 6   |          | Le Traître!                                      | [Novembre 1899],                  | Alfred Dreyfus, en hydre transpercée par une épée. Condamné le 9 septembre, Dreyfus a été gracié par le président de la République le 19 septembre. |
| 7   |          | Kabosch d'Ane                                    | [Décembre 1899]                   | Le grand rabbin de France Zadoc Kahn, en loup, coupant la queue d'un cochon (allusion au rite de la circoncision). |
| 8   |          | Georgette                                        | [Décembre 1899]                   | Le colonel Marie-Georges Picquart en dromadaire. |
| s2  |          | Musée des Patriotes no 2                         | [Décembre 1899]                   | Henri Rochefort est assis, une plume à la main, le coude posé sur un numéro de L'Intransigeant. |
| s3  |          | Musée des Patriotes no 3                         | [Décembre 1899]                   | Édouard Drumont est assis à son bureau devant un numéro de La Libre Parole, le coude posé sur une pile de ses œuvres : La France juive (1886), La Dernière bataille (1890), La Fin d'un monde (1889) et Mon vieux Paris (1879). |
| 9   |          | Pré-Salé                                         | [Décembre 1899]                   | Francis de Pressensé, en dindon, juché sur un journal intitulé L'Ordure (L'Aurore). |
| 10  |          | L'ex-copain de Cornélius Herz                    | [Décembre 1899]                   | Georges Clemenceau, en hyène, veillant sur des sacs de livres sterling, en écho aux accusations du temps de l'affaire Norton (1893). Le titre rappelle ses liens avec Cornelius Herz avant le scandale de Panama (1892). |
| 11  |          | La Dame blanche                                  | [Décembre 1899]                   | Séverine en vache. |
| s4  |          | Musée des Patriotes no 4 : François Coppée       | Janvier 1900                      | François Coppée, président d'honneur de la Ligue de la patrie française, est assis à son bureau, le coude posé sur un livre ouvert. |
| 12  |          | Crassus                                          | Janvier 1900                      | Henri Maret en rat d'égout. L’égout, nommé « canal de Panama » (Maret a été impliqué dans le scandale), charrie un numéro du Radical. |
| 13  |          | Ranc le Caïman                                   | Janvier 1900                      | Le sénateur Arthur Ranc en caïman (sobriquet donné aux sénateurs). |
| 14  |          | L'Eléphant du Jourdain                           | Janvier 1900                      | Jean Jaurès en éléphant, appuyé sur un numéro de La Petite Dreyfusarde (La Petite République) et tenant une bouteille d'eau du Jourdain, en écho à une rumeur de 1895 sur le baptême catholique d'une fille de Jaurès, ce dernier apparaissant ainsi comme un anticlérical hypocrite. |
| 15  |          | Signe de Grande détresse!                        | [Janvier 1900]                    | Henri Brisson en ours, affublé d'une parodie de sautoir maçonnique (avec un pot de chambre inscrit dans un triangle). Le 26 juin 1898, à la tribune de la chambre des députés, il a effectué un geste maçonnique pour appeler les élus francs-maçons à voter la confiance au gouvernement Pierre Waldeck-Rousseau. |
| 16  |          | Dernière culbute                                 | 28 janvier 1900                   | Pierre Waldeck-Rousseau en singe funambule, chutant de sa corde sous une pluie de bulletins « Mercier » : le général Mercier a été élu sénateur le 28 janvier 1900. |
| 17  |          | Comment on arrive!!                              | Février 1900                      | Le général de Galliffet en chien marchant sur ses deux pattes avant, recevant le portefeuille de la Guerre en récompense de son tour. Le « bastion 43 » (de l'enceinte de Thiers) et les ossements humains font référence aux Communards exécutés sur ordre du général lors de la Semaine sanglante (1871). |
| 18  |          | Il n'est pas Protestant                          | Février 1900 [après le 15]        | Ludovic Trarieux en oie blanche ou en cygne écumant de bave. Le titre fait référence à la prétendue conversion au protestantisme attribuée à Trarieux par les milieux antidreyfusards (notamment par Gyp en 1898). |
| 19  |          | Tout par le peuple                               | [Février/mars 1900]               | Le ministre du Commerce, Alexandre Millerand, en lièvre fumant un cigare. |
| 20  |          | Boum boum! madame!!                              | [Février/mars 1900]               | Émile Loubet en ours de cirque vendant des nougats (le président est originaire de Montélimar). Le titre et le sujet rappellent un passage d’Autour du monde en pousse-pousse de Fernand Hue : une famille visitant l'Exposition universelle de 1889 y voit « un homme coiffé d'un fez et qui, tenant sur un plateau de métal un amas de pâte de couleur douteuse, criait : - Boum-boum, Messieurs ! boum-boum, Madame ! » |
| 21  |          | Del-Lâchoda devant l'Angleterre 11 Xbre 1898     | [Mars 1900]                       | Théophile Delcassé en caniche faisant le beau (devant l'Angleterre), allusion à la reculade de Fachoda (1898) reprochée par les nationalistes au ministre des Affaires étrangères. |
| 22  |          | Raminamonis l'escroc                             | Mars 1900                         | La main de Papillaud, journaliste à La Libre Parole, empêche Ernest Monis (ici en chat, Raminagrobis) de bondir sur une bouteille de cognac Martell. Dans un article d'octobre 1899, Papillaud a accusé le ministre de la Justice, par ailleurs négociant en alcools, d'avoir tenté d'escroquer la maison Martell. |
| 23  |          | Ministre et Traître                              | [Mars 1900]                       | Le ministre de la Marine Lanessan, en poisson ou en monstre marin, tient une lettre dans laquelle il a écrit à Jude Philipp : « Partez en paix, je veille au grain. Mes amitiés à Canivet ». Le 5 mars, Georges Berry a reproché à Lanessan d'avoir mis un mois, entre janvier et février, pour agir contre l'un de ses fonctionnaires, Philipp, laissant à ce dernier le temps d'échapper à des poursuites pour escroquerie voire trahison (cf. no 32). L'allusion au journaliste Raoul Canivet rappelle qu'en 1894 Lanessan a été révoqué de son poste de gouverneur de l'Indochine en raison de ses liens avec le directeur du Paris, accusé de chantage. |
| 24  |          | Coquin                                           | [Mars/avril 1900]                 | Isidore-René Jacob-Paquin, en singe, trempant la croix de la Légion d'honneur dans un bidet. Grand couturier juif et dreyfusard, Paquin a été nommé chevalier de la Légion d'honneur sur rapport d'Alexandre Millerand le 19 février 1900. Les antidreyfusards contestent cette décoration, qui fait l'objet d'une interpellation à la Chambre le 23 mars. |
| 25  |          | Ça porte toujours bonheur                        | [Mars/avril 1900]                 | Une autre décoration dénoncée le 23 mars est celle d'Auguste Thomas (d) (1845-1911), maire et industriel à Gravières, ici représenté en mouche à merde émergeant du trou d'un chalet de nécessité pour récupérer sa croix (Thomas étant l'administrateur, entre autres, de la Société des chalets de nécessité). |
| 26  |          | Un bal à l'Elysée                                | 15 avril 1900                     | Affublés des mêmes corps d'animaux que dans les livraisons précédentes, Kahn, Picquart, Reinach, Zola et Dreyfus dansent autour de Loubet, qui joue d'un tambourin portant l'inscription « Panama » (il est accusé d'avoir voulu étouffer le scandale lorsqu'il était ministre de l'Intérieur). |
| 27  |          | Ministre-baîllon                                 | [Avril/mai 1900]                  | Georges Leygues, en âne, se préparant à manger au « râtelier dreyfusard » contenant des sacs d'argent ainsi que le portefeuille de l'Instruction publique. |
| 28  |          | Luci-pouah!                                      | [Mai 1900]                        | Louis Lucipia, en chien (parodiant le lion du Monument à la République), affublé d'une parodie de sautoir maçonnique, regarde avec inquiétude l'urne du suffrage universel remplie de bulletins « Dausset » au-dessus de bulletins déchirés « Luci-pouah! » marqués des trois points maçonniques. Président sortant du conseil municipal et conseiller sortant du quartier des Enfants-Rouges, Lucipia y est mis en ballotage défavorable par le nationaliste Dausset le 6 mai. Dausset l'emporte au second tour, le 13 mai. De manière générale, les élections municipales parisiennes voient la victoire des nationalistes.                                |
| 29  |          | Porte ça à Dreyfus!!                             | [Mai 1900]                        | Le directeur du Siècle, Yves Guyot, ici en crapaud, reçoit un coup de pied du « Populo ». |
| 30  |          | Le Châtiment                                     | [Mai 1900],                       | Loubet, reconnaissable à son chapeau enfoncé (par le coup de canne du baron Christiani, le 4 juin 1899), est submergé par les bulletins de vote aux noms des conseillers municipaux nationalistes parisiens élus les 6 et 13 mai. |
| 31  |          | Le 5ème Acte                                     | [Mai 1900],                       | Loubet est chassé de l’Élysée à coup de fouet par Paul Déroulède. Le titre est peut-être une réponse à celui d'une tribune de Zola dans L'Aurore du 12 septembre précédent. |
| 32  |          | Le Traître Philipp!                              | [Mai 1900]                        | Jude Philipp (d) (1865-19..) en oiseau cloué à un mur. Sous-chef de bureau au ministère de la Marine (cf. no 23), Philipp a été condamné par défaut le 10 mai pour abus de confiance et tentative d'escroquerie. Le 10 janvier, Philipp avait écrit à l'ambassadeur d'Angleterre pour lui proposer d'acheter des renseignements sur les préparatifs de la République sud-africaine du Transvaal dans le contexte de la guerre des Boers. |
| 33  |          | En train de crever                               | [Mai/juin 1900]                   | Waldeck-Rousseau chute d'un trottoir. De son portefeuille s'échappent des lettres de Reinach, de « Mathilde » et du commissaire Tomps. L'enquête de ce dernier sur le témoignage à charge de Cernuszki contre Dreyfus, menée à la demande de Waldeck-Rousseau, à l'insu du ministre de la Guerre et en lien avec une certaine « Mathilde », est révélée le 21 mai puis provoque la démission de Galliffet le 28. Le titre fait référence à une déclaration de ce dernier sur son propre état de santé devant le Sénat le 25 mai. |
| 34  |          | Que le chambardement commence!!                  | [Juin 1900]                       | Joseph Reinach en roi, tenant dans sa main la « liste des 104 » parlementaires corrompus lors du scandale de Panama. Le titre fait référence à des propos menaçants que le député des Basses-Alpes aurait prononcés en janvier 1898 dans les couloirs du Palais Bourbon : « Nous ne désarmerons pas : ou nous obtiendrons la révision du procès ou nous chambarderons tout ». Malgré le démenti de Reinach, cette citation reviendra souvent par la suite dans la presse antidreyfusarde. |
| 35  |          | Amnistie populaire!                              | [Juin 1900]                       | Dreyfus est pendu à un gibet, avec la mention « Traître » épinglée à sa chemise. Le titre fait référence à la loi d'amnistie votée par les sénateurs le 2 juin. |
| s5  |          | Musée des Patriotes no 5 : Lt-colonel Marchand   | [Juin 1900],                      | Le lieutenant-colonel Jean-Baptiste Marchand, héros des nationalistes depuis Fachoda (voir no 21) est représenté avec l'insigne d'officier de la Légion d'honneur. |
| 36  |          | Fr... André                                      | [Juin 1900]                       | Le général André, en valet, tient un pot de chambre aux initiales de Joseph Reinach contenant un papier froissé sur lequel est écrit « Affaire Dreyfus ». Le titre et de nombreux symboliques maçonniques (trois points en triangle) dénoncent les liens supposés du nouveau ministre de la Guerre avec la franc-maçonnerie. |
| 37  |          | Fallières                                        | [Juin 1900]                       | Le président du Sénat, Armand Fallières, montre un « message de Boule de juif » adressé aux sénateurs (nouvelle allusion à la loi d'amnistie et à l'influence supposée de Reinach sur les parlementaires). |
| 38  |          | La crainte des tomates                           | [Juin/juillet 1900]               | Pierre Baudin, ministre des Travaux publics, se baisse pour ramasser un mandat de député dans le « bourg pourri » de Belley. Élu dans le 11e arrondissement de Paris en 1898, il profite d'une législative partielle, le 1er juillet 1900, pour représenter son département natal, l'Ain. |
| 39  |          | Brugère s'amuse                                  | [Juillet 1900]                    | Le général Brugère sabre et casse des soldats de plomb représentant l'état-major de l'armée. Brugère vient d'être nommé vice-président du conseil supérieur de la guerre en remplacement du général Jamont, qui a démissionné le 2 juillet en réaction aux mesures du général André à l'encontre des hauts-gradés antidreyfusards. |
| 40  |          | Un caïman mystifié                               | [Juillet 1900]                    | Victime d'une plaisanterie, l'avocat Léonce de Sal, sénateur et juge à la Haute Cour, est stupéfait de trouver dans sa toque de petits caïmans (voir no 13) en caoutchouc ainsi que des casseroles (terme signifiant « délateur » en argot) miniatures. |
| 41  |          | ... la valeur n'attend pas le nombre des années! | [Juillet 1900]                    | Antoine Monis (1882-1952), fils et secrétaire particulier du ministre de la Justice, est représenté en bébé, identifiable à un hochet estampillé « ministère de la Justice » et à un flacon de cognac Martell (voir no 22). Sur son bavoir sont épinglées les palmes académiques. L'attribution de cette décoration au très jeune fils du ministre a notamment été critiquée à la Chambre, le 9 juillet, par le député nationaliste Charles Bernard. |
| 42  |          | Nathan Mayer ou l'origine des milliards          | [Août 1900]                       | Le financier Nathan Mayer Rothschild (1777-1836), en charognard, creuse le champ de bataille de Waterloo, recouvert d'ossements, pour en tirer des pièces d'or. Selon une rumeur relayée par des auteurs antisémites tels qu'Édouard Demachy, Nathan se serait enrichi en spéculant sur l'issue de la bataille. |
| 43  |          | Karl Mayer le Contrebandier                      | [Août/septembre 1900],            | Carl Mayer von Rothschild, en chat, pousse des ballots marqués de l'emblème de la famille Rothschild (cinq flèches, pour les cinq branches de la famille) sur la frontière entre la France et l'Allemagne. Selon Demachy, Karl et son frère James auraient été soupçonnés de contrebande par la police française en 1812. |
| 44  |          | Le baron James                                   | [Septembre 1900]                  | James de Rothschild, en loup, entasse des sacs d'argent (voir le no 43). |
| 45  |          | Le baron Alphonse                                | [Septembre 1900]                  | Alphonse de Rothschild, en singe monstrueux, borgne et griffu, contemple un coffre rempli de pièces d'or. |
| 46  |          | Léonora                                          | [Octobre 1900]                    | Léonora de Rothschild, épouse d'Alphonse, en chèvre, avec un médaillon « À Maurice pour la vie » (?) à son collier. |
| 47  |          | Henri                                            | [Octobre 1900]                    | Henri de Rothschild, en porc conduisant une automobile, déclare : « Je crois que je viens encore d'écraser quelqu'un... Baste! Je ferai payer ça par La Libre Parole ». Un fiacre ayant été tamponné par un véhicule appartenant à Henri de Rothschild (mais conduit par son chauffeur), Édouard Drumont et son journaliste Raphaël Viau ont essayé d'exploiter l'accident dans La Libre Parole. Les auteurs de cette campagne diffamatoire sont condamnés à 10 000 francs de dommages-intérêts chacun au début du mois d'août. |
| 48  |          | Charlotte Mayer                                  | [Octobre/novembre 1900]           | Charlotte de Rothschild en guenon, avec un collier représentant l'emblème de la famille Rothschild (cf. no 43). |
| 49  |          | La Casserole de Fontainebleau                    | [Novembre 1900]                   | Le capitaine Adrien Coblentz (d) (1866-1928), en lièvre à la queue coupée (allusion à la circoncision) chevauchant une casserole (voir no 40). Le 10 octobre, le général André fait déplacer plusieurs officiers antisémites de l'École d'application de l'artillerie de Fontainebleau qui avaient manifesté de la défiance à l'encontre de Coblentz. Le 13 octobre, le commandant de l’École, le général Perboyre, est mis en disponibilité. |
| 50  |          | Decrais à la Tribune                             | [Décembre 1900]                   | Le ministre des Colonies, Albert Decrais, en singe, pleure à la tribune de la Chambre des députés : « Poursuivre Papillaud ! ... Jamais de la vie! ... Il ferait la preuve... ». Le fils du ministre ayant été accusé par La Libre Parole de s'être livré à un trafic de décorations, une interpellation de Gustave Rivet, le 19 novembre, permet à Decrais de répondre à ces accusations par le mépris malgré la provocation de Drumont, qui feint de s'étonner de l'absence de poursuites contre son journal. |
| 51  |          | Le Polichinelle Breton                           | [Décembre 1900]                   | Jules-Louis Breton, en pantin mû par une main invisible, agite l'affaire Dreyfus. Le 13 décembre, au moment où le projet d'amnistie (cf. no 35) est débattu à la Chambre des députés, Breton est intervenu pour déplorer l'absence de poursuites contre les coupables. |
| _52 |          | 30 ans après !...                                | jeudi 9 mai 1901 3ème Année N°52☢ | Exemplaire non numéroté : le prince Victor Napoléon, prétendant bonapartiste, coiffé d'un petit chapeau de Napoléon, étrangle la République personnifiée par Marianne. Le titre est une référence évidente à la chute du Second Empire après la défaite de Sedan (1870). Le dessin fait écho à plusieurs éditoriaux de Rochefort dans L'Intransigeant : le prince, qui penche effectivement pour l’innocence de Dreyfus et condamne l’antisémitisme, est accusé par le polémiste d'être à la solde des juifs et de fomenter un « complot bonapartiste ». |

## Auguste-Victor Lenepveu, éléments biographiques
Auguste-Victor Lenepveu, qui signe ici « V. Lenepveu », est né à Oran le 21 juillet 1852, comme enfant naturel, fils de Nathalie Hélène François Audibert. Le 8 décembre 1858, il est reconnu, à la suite du mariage de son père, Jules Victor Lenepveu (né en 1821 à Paris), avec sa mère. Les listes électorales de la Seine-et-Oise et le recensement de la commune de Colombes le mentionnent en 1891 comme étant journaliste, résidant avec Louise Blondeau au no 201 de l'avenue d'Argenteuil. L'historien Bertrand Joly mentionne également une lettre de Lenepveu à Déroulède dans laquelle l'auteur du Musée des horreurs se dit « Algérien » , et qu'il a été condamné en juillet 1899 à 25 francs d'amende avec sursis pour avoir crié « Oh ! les vaches ! » aux agents de police lors de la manifestation antidreyfusarde contre le président Loubet, le 4 juin à l'hippodrome d'Auteuil. 
Il réside de façon certaine au 58 de la rue Dulong dès avant août 1899, puisqu'il y est mentionné à cette époque comme étant « fabriquant de jouets patriotiques », productions satiriques ciblant le Gouvernement français, qui lui vaut certes quelques ennuis avec l'administration relative à la vente et au commerce, mais qu'il faut replacer dans le contexte de l'affaire Dreyfus. Interrogé par Gaston Méry dans La Libre Parole du 15 octobre 1899, au moment même de la mise en vente du Musée des horreurs, Victor Lenpeveu déclare : « Je suis Algérien et antisémite. C'est une œuvre de propagande que je fais ». 
En décembre 1900, cesse donc la parution du Musée des horreurs et en septembre 1901, celle du Musée des patriotes.
Le 29 octobre 1901, Victor Lenepveu est mentionné comme président du Comité républicain nationaliste des Batignolles, proche du parti La Patrie française, dans le cadre de la campagne liée aux élections législatives. Le 13 avril 1902, il est toujours actif et proche du Comité républicain nationaliste, dirigé par Edmond Lepelletier qui se présente comme « nationaliste, antiministériel, anticollectiviste » — et qui fut le premier biographe de Paul Verlaine — et Ernest Grandon : par la suite, Lepelletier est élu député de la Seine. Après cette date, on perd la trace de Victor Lenepveu.